# Chaetodon ocellatus
Chaetodon ocellatus — вид морських променеперих риб, риба-метелик із родини Chaetodontidae. 

## Опис
Англійська назва плямохвоста риба-метелик (Spotfin butterflyfish) походить від темної плями на спинному плавці риби. Це, у поєднанні з вертикальною чорною смугою через око, є адаптацією, яка має збити хижаків з пантелику. Вертикальна чорна смуга зникає, коли риба стає старшою, а інші чорні лінії стають більш помітними. Вона дуже поширена. Може виростати до 6-8 дюймів.

## Поширення
Зустрічається в західній частині Атлантичного океану, в Мексиканській затоці і найчастіше зустрічається в Карибському морі. Разом з іншими тропічними рибами, що живуть на рифах Карибського моря, багато молодих риб-метеликів потрапляють в Гольфстрім з липня до кінця жовтня і скидаються в затоки Лонг-Айленда. 

## Використання
Її дуже важко утримувати в акваріумі. 

## Галерея

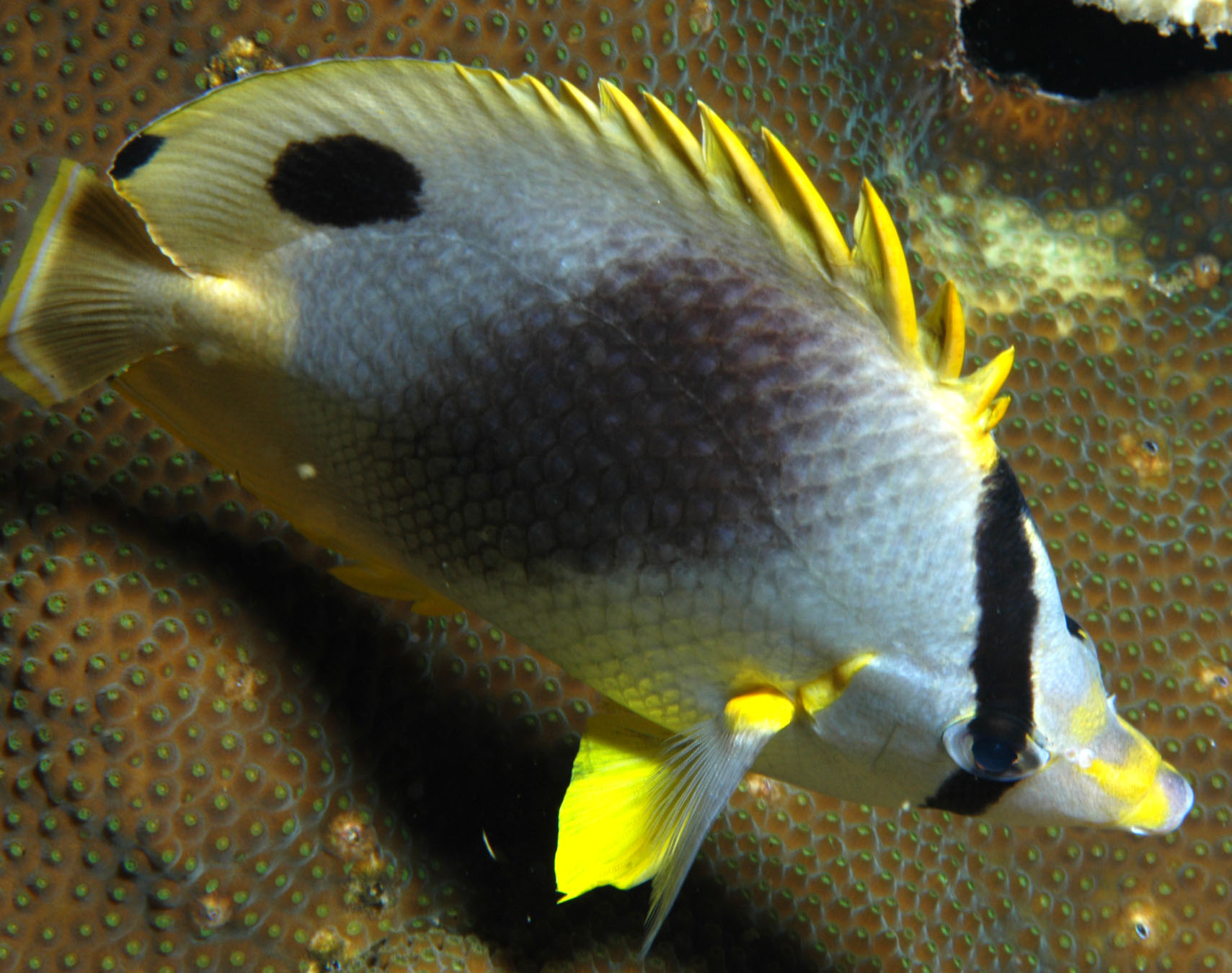
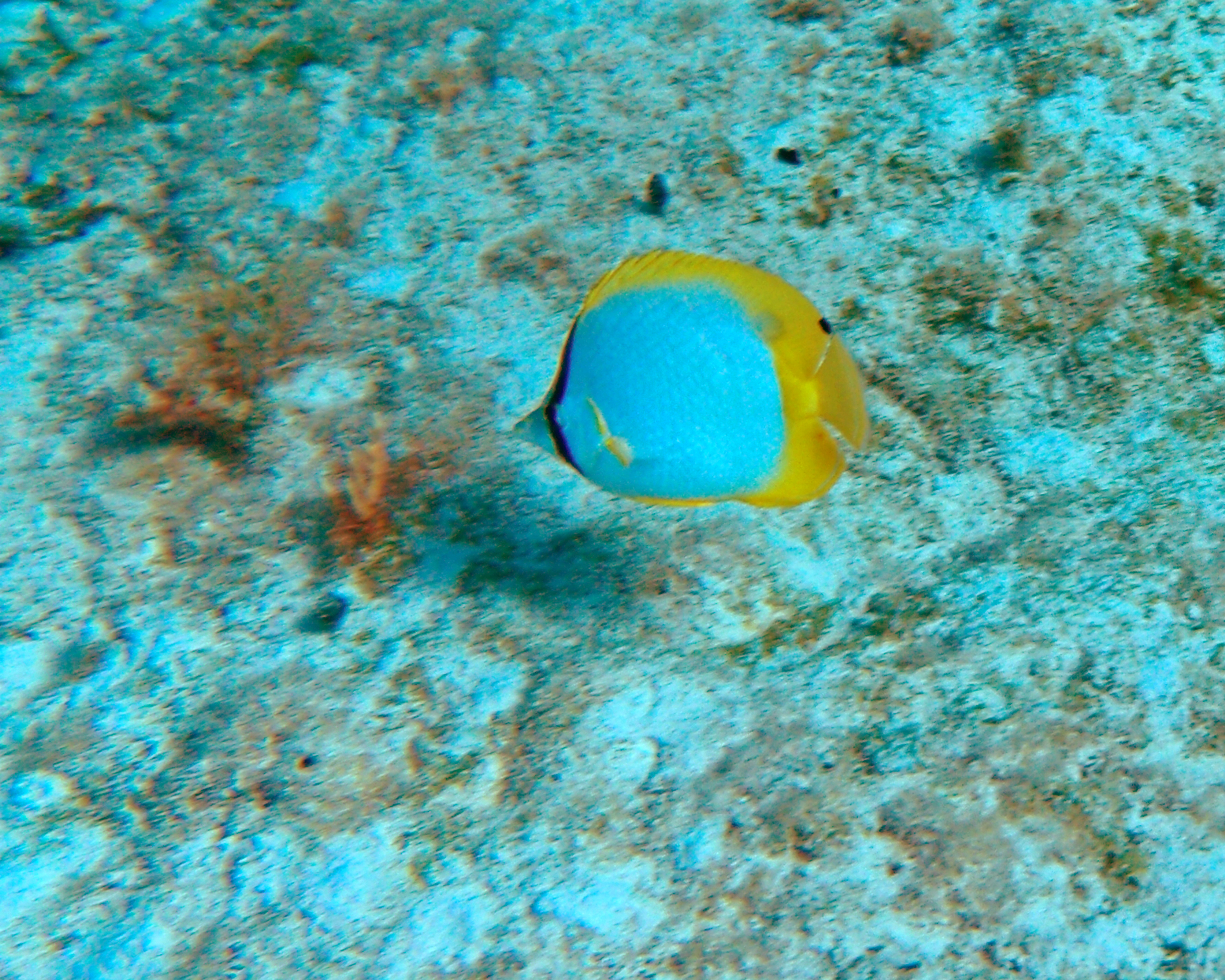
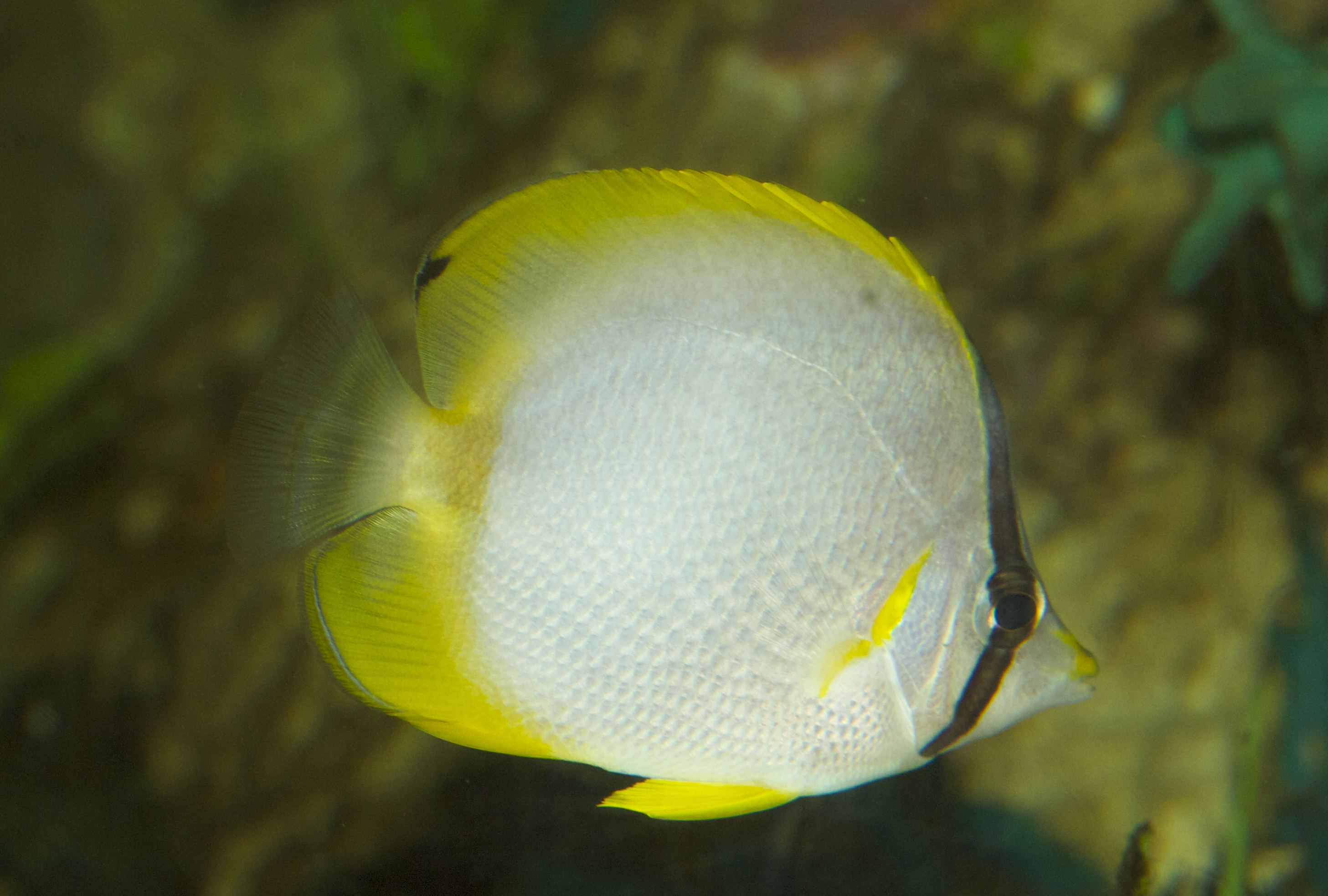